# Konrad Wallroth

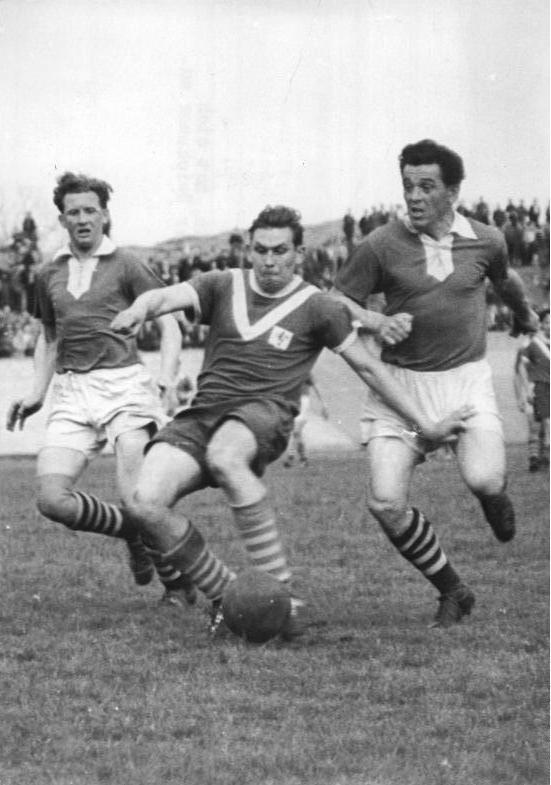
Konrad Wallroth (Mitte)

Konrad Wallroth (* 27. Januar 1933) ist ein ehemaliger deutscher Fußballspieler. Für Turbine Erfurt spielte er zwischen 1953 und 1961 in der DDR-Oberliga, der höchsten Spielklasse im DDR-Fußball. 1954 und 1955 wurde er DDR-Meister.

## Sportliche Laufbahn
Konrad Wallroth spielte bis 1953 für die Betriebssportgemeinschaft (BSG) Empor Walschleben unterhalb der drittklassigen Bezirksliga. In der Saison 1953/54 wechselte er zum Oberligisten Turbine Erfurt und kam dort zum ersten Mal am sechsten Spieltag als Ersatz für den verletzten Wolfgang Nitsche als Linksaußenstürmer zum Einsatz. Auf dieser Position spielte er bis zum letzten Spieltag durch, kam so auf 23 Punktspieleinsätze und wurde mit seinen neun Treffern zweitbester Torschütze der Erfurter. Damit hatte er einen erheblichen Anteil am Gewinn der Meisterschaft des SC Turbine Erfurt. Bei der erfolgreichen Titelverteidigung 1954/55 gehörte Wallroth erneut zu den Erfolgsgaranten, denn der fehlte nur bei einem Punktspiel und war mit zwölf Toren wieder die Nummer zwei in der Erfurter Torschützenliste.
In der Übergangsrunde im Herbst 1955, mit der zum Kalenderjahr-Rhythmus ab 1956 übergeleitet wurde, kam Wallroth in den 13 Spielen nur siebenmal zum Einsatz. In den Spielzeiten 1956 bis 1958 war er mit 68 von 78 möglichen Punktspieleinsätzen eine zuverlässige Größe in der Erfurter Mannschaft. Auf seiner Stammposition auf Linksaußen erzielte er in den drei Jahren 13 Tore. In der Saison 1959 kam Wallroth nach dem achten Spieltag aus dem Tritt, nach einer vierwöchigen Pause wurde er nur noch unregelmäßig aufgeboten, sodass er am Saisonende nur 15 Oberligaeinsätze verbuchen konnte und torlos blieb. Auch der SC Turbine fand nicht seine gewohnte Form und musste absteigen.
Am sofortigen Wiederaufstieg war Wallroth mit 17 von 26 Punktspielen und drei Toren in der DDR-Liga beteiligt. Zu Beginn seiner achten Oberligasaison war er 28 Jahre alt, fiel aber aus der Stammformation der Erfurter heraus. Diese Spielzeit lief von März 1961 bis Juni 1962 über 39 Spieltage, anschließend ging der DDR-Fußball wieder zum Sommer-Frühjahr-Rhythmus über. Wallroth stand zwar im Aufgebot des ersten Spieltages, danach wurde er aber bis zum Juni 1961 nur noch in weiteren fünf Punktspielen eingesetzt, zu Torerfolgen kam er nicht. In seinem letzten Saisonspiel verletzte er sich so schwer, dass er seine Oberligakarriere beenden musste.
In acht Oberligaspielzeiten war er auf 143 Punktspieleinsätze gekommen und hatte 34 Tore erzielt. Mit der DDR-Liga-Saison ergeben sich 160 Meisterschaftsspiele und 37 Tore.
Seine Fußball-Laufbahn setzte Wallroth bei der fünftklassigen BSG Empor Greußen fort, wo er ab November 1961 wieder spielen konnte. 1963 stieg er mit seiner Mannschaft in die Bezirksliga auf, die nach der Einstellung der II. DDR-Liga inzwischen wieder drittklassig geworden war. Ab 1965 war er für mehrere Jahre noch Spielertrainer der BSG Empor Greußen.